# Santos Colón
Pour les articles homonymes, voir Colon.
Santos Colón, né Ángel Santos Colón Vega (Sabana Grande (Porto Rico) 1er novembre 1922 - 21 février 1998, était un chanteur de salsa et crooner portoricain, né à Sabana Grande et qui a grandi à Mayagüez. Il était surnommé, "L'Homme à la voix d'or", ou Santitos Colón.

## Biographie
Santos Colón est né à Sabana Grande, mais a déménagé à Mayagüez. Dans sa jeunesse il était chanteur amateur. Il a occasionnellement collaboré avec Lester Cole, l'un des frères du compositeur Roberto Cole, et du futur maire de Mayagüez Benjamin Cole, se dénommant tour à tour «El Dúo Juvenil» et «El Dúo Azul". 
Plus tard, il rejoint l'orchestre de Frank Madera (de 1939 à 1944), mais uniquement en journée, car il était trop jeune pour rejoindre le groupe en soirées.
Dans le même temps, Mon Rivera forme avec Germán Vélez (futur père du chanteur international Wilkins Vélez et du journaliste Bruni Vélez) «El Dúo Huasteco». 
Santos Colón, Mon Rivera et Germán  Vélez feront une tournée en trio sur l'ouest de Porto Rico.
Il part ensuite à San Juan où il jouera avec le pianiste William Manzano pendant quelques mois.
Ensuite il rejoint le trompettiste Miguelito Miranda pour faire partie de son orchestre. 
Il enregistre avec cet orchestre son premier disque en 1948, dont le grand succès est le boléro “Dímelo” .
En 1949, il devient un des chanteurs (avec Gilberto Monroig) de l’orchestre Tropicana dirigé par le pianiste Rafael Elvira. 
En 1950, il part tenter sa chance à New York et intègre l’orchestre du trompettiste Jorge López pendant deux ans.
De 1952 à 1953, Colon passe par les orchestres du saxophoniste espagnol Tony Novo et de José Curbelo. Recommandé par Willie Bobo et Mongo Santamaría, il finit par intégrer l’orchestre de Tito Puente
pour remplacer Gilberto Monroig, pour douze ans (il a notamment chanté sur Oye Como Va), chantant parfois aussi avec la Fania All Stars.
Santos Colos a été mieux connu ensuite en solo en tant que chanteur de boléros et de reprises en espagnol de standards en anglais, souvent enregistrées avec un orchestre d'accompagnement. Sa chanson phare est "Niña" .

## Entourage
Ses parents étaient Francisco Vega et Felicita Colón. 
Avec sa femme, Judy, il a eu trois fils Santos, George  et Hector (décédé d'une maladie du foie en juillet 1998)
et une fille, Diana Vega Namer.
Sa famille réside désormais à Sarasota, en Floride.

## Discographie solo
- 1969 : “A Portrait Of Santos Colon”  (Fania - LP-359)
- 1982 : “Para Recordar” : collection de boléros et reprise de “Feelings” de Morris Albert.
- 1994 : “Mis Grandes Éxitos En El Bolero De Amor” (Disco Hit-8024)
- 1994 : “El Bolero De Amor Vol. II” (Disco Hit-8062)
- 1998 : “Un Santo Para La Historia” (Disco Hit-8143)